# Jan Karbaat
Jan Karbaat (Rijswijk, 18 september 1927 – Barendrecht, 11 april 2017) was een Nederlandse arts die gespecialiseerd was in kunstmatige inseminatie met donorzaad (KID) en massadonor. Hij is vooral bekend geworden doordat hij regelmatig – tegen de regels in – zijn eigen sperma doneerde, waardoor hij de biologische vader is van zeker 105 donorkinderen.

## Levensloop
Karbaat werd geboren in een boerengezin uit Rijswijk. Hij was de oudste van zes kinderen. Karbaat volgde een opleiding tot arts. Hij kreeg belangstelling voor fertiliteitswerk toen hij met zijn eerste vrouw en zoon naar Suriname verhuisde, waar hij directeur werd van de Militair Geneeskundige Dienst. Na vijf jaar keerde hij terug naar Nederland. In 1964 promoveerde hij op sociaal-geneeskundige beschouwingen over de personeelsleden van de troepenmacht in Suriname en hun gezinnen. In 1965 vond Karbaat werk als geneesheer-directeur in het Zuiderziekenhuis in Rotterdam. Hij runde een eigen spermakliniek. Ivf bestond op dat moment nog niet, waardoor het insemineren van sperma de enige manier was voor vrouwen, buiten de biologische weg, om zwanger te worden. In 1973 kocht hij het landhuis Bijdorp in Barendrecht. Na zijn vertrek bij het Zuiderziekenhuis opende hij daar Medisch Centrum Bijdorp. Bijdorp groeide uit tot de grootste spermakliniek in Nederland. In 1984 opende hij Medisch Centrum De Dem in Hoensbroek.
Karbaat distribueerde het donorzaad naar verschillende Nederlandse en buitenlandse klinieken. Hoeveel kinderen daarmee zijn verwekt is niet bekend. Zelf had hij het over zesduizend vrouwen en tien- tot veertigduizend donorkinderen. Tot 2004 mochten spermadonoren anoniem blijven. Daarna kwam het recht van het kind centraal te staan om te weten wie zijn of haar biologische ouder was.

### Donorkinderen
De Inspectie van Gezondheidszorg sloot de kliniek van Karbaat per 1 januari 2009, omdat zij niet aan de eisen voldeed voor een WVKL-erkenning. In de jaren daarna werd er steeds meer bekend over de misstanden die zich in de kliniek hadden afgespeeld. Zo waren er kinderen van dezelfde moeder die geen volle broers en zussen van elkaar bleken te zijn, ondanks dat Karbaat de moeder had verteld dat zij twee keer was geïnsemineerd met het zaad van dezelfde donor. Ook bleken de gegevens in donorpaspoorten niet te kloppen. Zo zijn mogelijk tweehonderd kinderen verwekt met het zaad van een man van Surinaamse afkomst met het syndroom van Asperger, ondanks dat de ouders is verteld dat de donor van Europese afkomst was. Tevens werd er een richtlijn, waarin was opgenomen dat een donor niet meer dan zes kinderen zou mogen krijgen, genegeerd.
Karbaat heeft in 2011 aan donorkind Moniek Wassenaar verteld dat hij zijn eigen sperma gebruikte om vrouwen te insemineren. Hij weigerde echter mee te werken aan het DNA-onderzoek waar zij om vroeg.
In de jaren daarna groeide de groep met mogelijke nakomelingen van Karbaat snel. Zo viel soms de sterke uiterlijke overeenkomst met Karbaat op en kon er getest worden of de Karbaatkinderen onderling aan elkaar verwant waren.
In juni 2017 oordeelde een Rotterdamse rechter dat 23 donorkinderen 27 persoonlijke bezittingen van de op dat moment inmiddels overleden Jan Karbaat mochten gebruiken voor DNA-onderzoek. Zo konden zij hun vermoeden laten controleren of zij daadwerkelijk van Karbaat afstamden. In de periode van de rechtszaak werd bekend dat een wettige zoon zich bij de DNA-databank Fiom had gemeld. Hij vond dat de donorkinderen het recht hadden te weten van wie ze afstamden. Zijn genetisch materiaal mocht pas na zijn dood gebruikt worden. Uit dat onderzoek bleek dat zeker negentien donorkinderen met een aan zekerheid grenzende waarschijnlijkheid van Karbaat afstamden.
Na zijn dood werden 23 persoonlijke voorwerpen, met daarop zijn DNA, in beslag genomen. De rechter gaf toestemming dat zijn DNA-materiaal mocht worden vergeleken met dat van vermoedelijke donorkinderen. In april 2019 werd bekend dat nog eens negenenveertig personen, naast de al bekende tweeëntwintig donorkinderen, van Karbaat afstamden.

## Documentaire
In maart 2021 werd de driedelige documentaire Zaad van Karbaat over de donorkinderen uitgezonden op de VPRO en NPO2. Op 23 juni 2021 werd de documentaire ook uitgezonden in Vlaanderen op Canvas.
In de documentaire getuigden ex-patiënten van seksueel misbruik. Karbaat zou bij inseminaties en inwendige onderzoeken vaak seksueel getinte opmerkingen gemaakt hebben over hoe de vrouw er ‘daar beneden’ uitzag. Meerdere vrouwen zeggen aangerand en soms bijna verkracht te zijn.

## Persoonlijk
Karbaat trouwde driemaal. Hij had elf (wettige) kinderen, waarvan 1 niet erkend. Het aantal donorkinderen staat anno 2024 op zeker 105.

## Trivia
Op het in 2021 postuum uitgebrachte album van zanger Jeroen van Merwijk stond een nummer over Jan Karbaat.